# Brama (divinità)

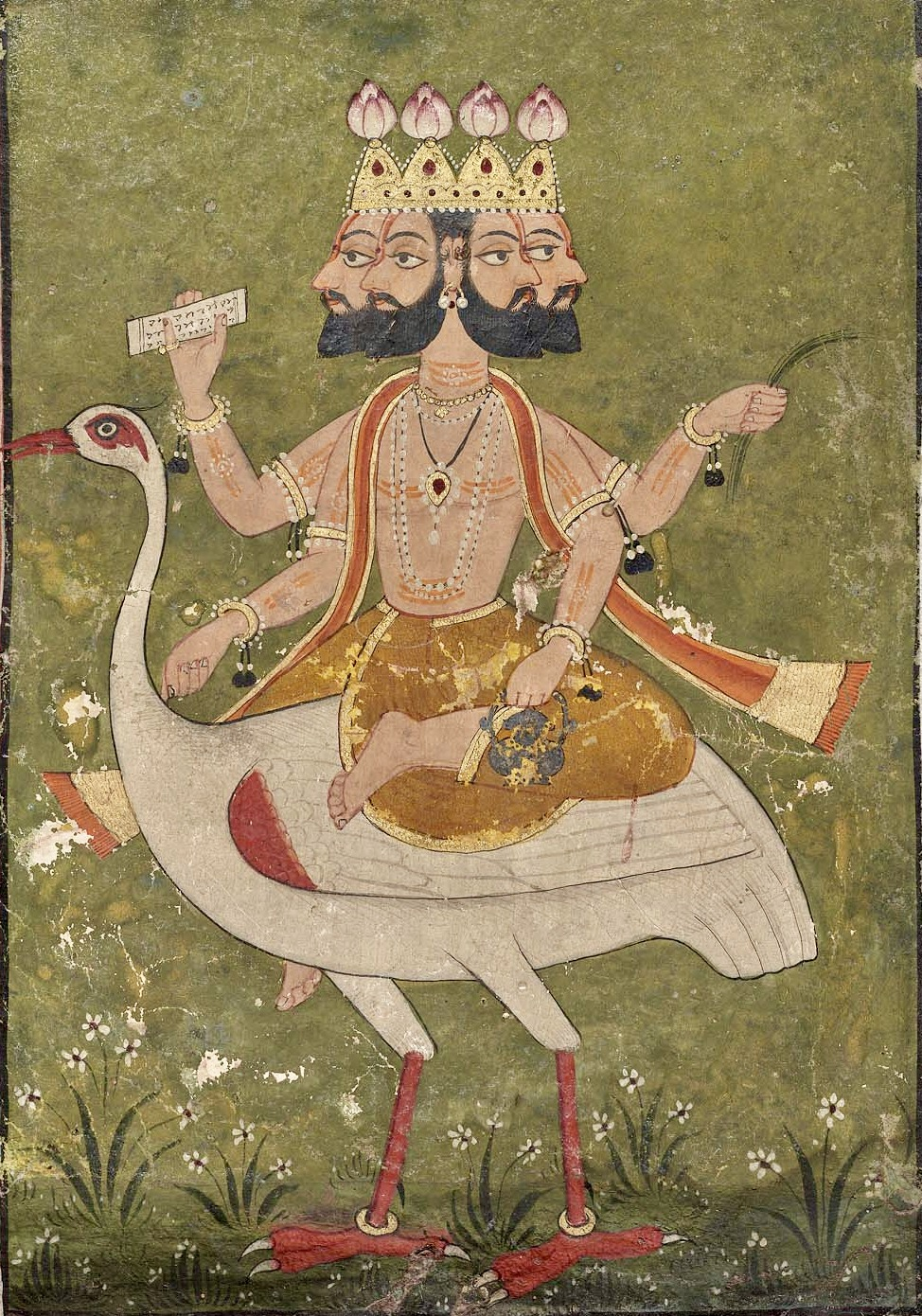
Brama (XVII secolo). Questa è una delle iconografie classiche del dio creatore, il quale possiede quattro volti (catur-anana) con cui controlla tutto il cosmo e rappresentano l'onniscienza. Ogni singolo volto recita un Veda: est il Rigveda, ovest il Samaveda, nord lAtharvaveda, sud lo Yajurveda. La cavalcatura di Brama è l'Hamsa, la sapiente gru in grado di discernere l'acqua dal latte. Regge un contenitore che contiene l'acqua del fiume Gange, a significare che l'origine del cosmo risiede nelle acque; il rosario raccoglie le perle del tempo a ricordare che ogni esistenza venuta ad essere nell'universo materiale possiede il suo tempo; anche il tamburo a forma di clessidra (ḍamaru) sta a significare il trascorrere, l'incessante battere del tempo nel divenire. La barba lo rappresenta come Pitama ("grande padre [degli dei]").

Brama o Brahma (devanagari: ब्रह्मा, Brahmā) è nella lingua sanscrita l'adattamento in genere maschile del termine di genere neutro Brahman e indica, a partire da testi recenziori induisti, quella divinità predisposta all'emanazione/creazione dell'universo materiale.
Brama acquisisce quindi quel ruolo che nei testi più antichi è riservato a Prajāpati, ma a differenza di quest'ultimo Brama non è una divinità suprema quanto piuttosto è al servizio di altre divinità considerate supreme.
Brama non deve essere confuso con il Brahman Atman upanisciadico che intende invece indicare quell'unità cosmica da cui tutto procede e da cui procede anche Brama che ne risulta un agente. Anche se va tenuto presente che nel loro variegarsi le teologie induiste possono intendere lo stesso Brahman come mera potenza impersonale della divinità principale intesa come Persona suprema, e di volta in volta indicata come Krishna-Visnù/Siva o queste, viceversa, possono rappresentare solo una sua manifestazione.
È chiamato anche Vedanatha (Dio dei Veda), Gyaneshwar (Dio della sapienza), Chaturmukha (colui che ha quattro volti), Svayambhu (autogenerato), Brahmanarayana (metà Brama e metà Visnù), ed il suo culto è collegato a Kamaloka ed all'Hiranyagarbha (sanscrito हिरण्यगर्भः: lett. "uovo" o "grembo cosmico").
Insieme alle divinità Visnù e Siva forma la Trimurti, laddove gli antichi testi induisti enunciano altre triadi di divinità maschili o femminili (minori), che non includono Brama. Brama è consorte della dea Sarasvati e padre dei quattro Kumara e di Dakṣa.

## Culto
In quanto divinità creatrice dell'universo materiale, luogo da cui ogni esistenza dovrebbe invece "liberarsi", a Brahma non viene riservato un culto particolare; ciononostante, questo dio viene rappresentato in immagini cultuali e il suo nome può essere pronunciato durante i riti religiosi.
L'assenza di uno specifico culto riservato a Brahma viene spiegata tradizionalmente, tra gli altri, nello Skanda Purāṇa (I, 1,1 6 e III 2, 9,15), con il fatto che egli abbia mentito nel sostenere di aver raggiunto la cima del luminoso linga, qui inteso come asse del mondo.

## Il mito del dio creatore
La descrizione indù del processo di genesi dell'universo, pur avendo origini vediche, si è definita con la letteratura raccolta nella Smriti in particolar modo in quella puranica.
L'universo secondo gli indù è una realtà destinata a scomparire o meglio ad entrare in un periodo di latenza, di non manifestazione (avyakta) da cui riemergerà con una nuova emanazione (sarga). Tutto questo accade da sempre e per sempre accadrà. Colui che provoca ciò possiede l'appellativo di Bhagavat (colui che è divino, che è degno di adorazione, l'essere supremo eterno e inconcepibile) o anche di Svayambhu (esiste da sé stesso), e la compie al solo fine del gioco (lila).
(Brahmasūtra II, 1, 32-33)
Il processo di emanazione si avvia con la fuoriuscita delle acque dove egli pone il proprio sperma generando l'uovo/embrione d'oro (hiranyagharbhah). Il non generato, il Bhagavat, prende al suo interno la forma di Brahma che ricalca, secondo Mario Piantelli i più antichi hiranyagharbhah e Prajapati.
Dopo essere rimasto per un secolo nell'uovo d'oro, Brahma lo rompe fuoriuscendone, creando quindi nella parte superiore dell'uovo il mondo celeste, nella parte inferiore la terra e in mezzo lo spazio, l'etere. Tutto l'universo coincide con l'uovo di Brahma (Brahmanda).
Con l'universo Brahma genera i deva, il tempo, gli astri e i pianeti, le terre con i monti, gli oceani, i fiumi, ma anche delle potenze impersonali come l'ascesi (tapas), la parola (vac), il desiderio (kama), gli opposti (caldo-freddo, dharma-adharma, ecc.). E come il Purusha del Veda genera l'umanità ripartendola nelle quattro funzioni corrispondenti ai Varna